# 글렌 랭갠

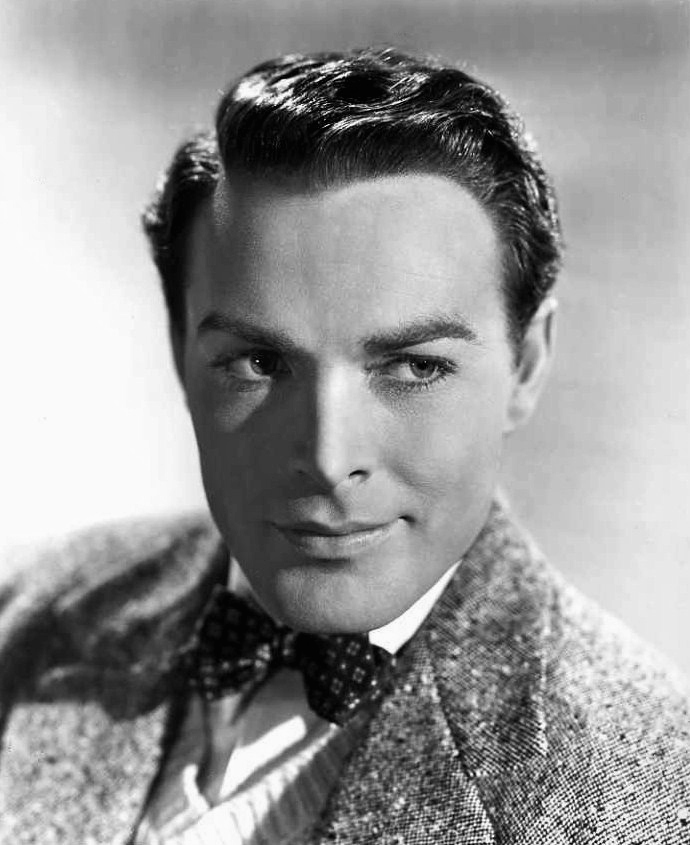

글렌 랭갠(Glenn Langan, 1917년 7월 8일 ~ 1991년 1월 26일)은 미국의 영화배우, 연극 배우이다.
덴버에서 태어났으며 캐머릴로에서 사망하였다. 사인은 질병이다.

## 영화
- 혼도 (1967년)
- 거인 전쟁 (1958년)
- 놀랍도록 거대한 남자 (1957년)
- 스네이크 핏 (1948년)
- 포에버 엠버 (1947년)
- 드래곤윅 (1946년)
- 센티멘털 저니 (1946년)
- 벨 포 아다노 (1945년)
- 인 더 민타임, 다링 (1944년)
- 썸딩 포 더 보이즈 (1944년)
- 포 질스 인 어 지프 (1944년)
- 윙 앤 프레어 (1944년)